# 令和3年台風第2号
令和3年台風第2号（れいわ3ねんたいふうだい2ごう、アジア名: スリゲ / Surigae、フィリピン名: バイシング / Bising）は、2021年4月14日に発生した台風である。2016年の台風14号以来5年ぶりに、中心気圧が900hPa未満となったほか、 4月における統計史上初の800hPa台の台風となった。

## 概要

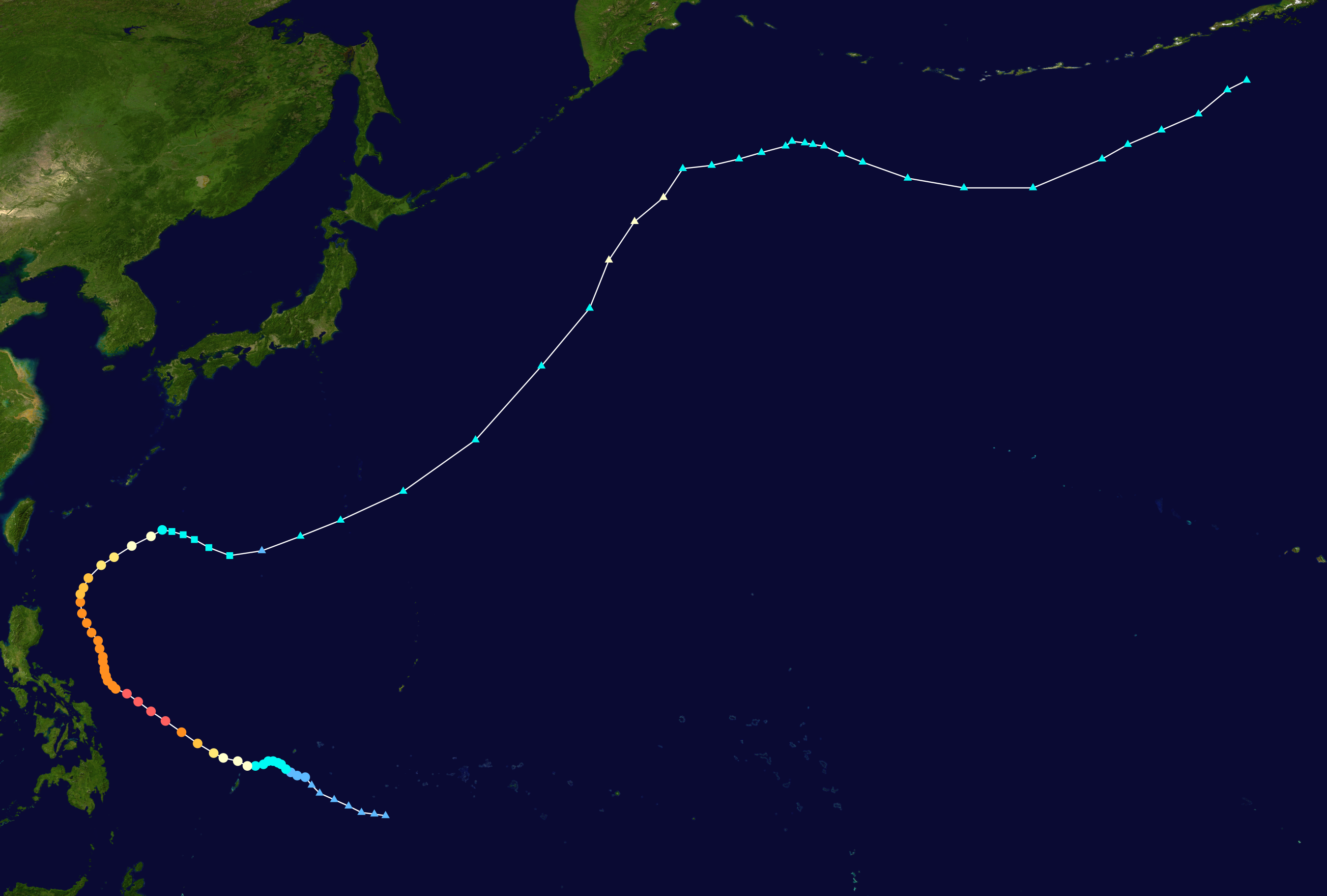
進路図

4月12日、カロリン諸島付近で熱帯低気圧が発生。フィリピン大気地球物理天文局（PAGASA）により、フィリピン名バイシング（Bising）とされた。合同台風警報センター（JTWC）は、熱帯低気圧番号02Wを与えた。02Wは4月14日3時に、フィリピンの東（北緯7.9度・東経137.2度）で台風となり、アジア名スリゲ (Surigae) と命名された。命名国は北朝鮮で、鷲の名前に由来する。台風は4月18日3時、 フィリピンの東（北緯12度35分・東経128度25分）において、中心気圧895hPa・最大風速60m/s（120kt）の猛烈な勢力となった。 その後はフィリピンの東をゆっくりと北上し、22日から23日夜にかけて徐々に勢力を弱めながら沖縄の南を東進し、25日9時に日本の南で温帯低気圧に変わった。なお米軍（JTWC）の最終事後修正の結果、最大風速は170Kt（最大風速85m/s）・中心気圧882hPaに上方修正された。これにより米軍解析値では平成25年台風第30号に並ぶ台風となった。
| 順位 | 台風               | 国際名  | 年     | 最大風速 (kt) |
| ---- | ------------------ | ------- | ------ | ------------- |
| 1    | 昭和54年台風第20号 | Tip     | 1979年 | 140           |
| 2    | 平成25年台風第30号 | Haiyan  | 2013年 | 125           |
| 2    | 平成22年台風第13号 | Megi    | 2010年 | 125           |
| 2    | 昭和57年台風第10号 | Bess    | 1982年 | 125           |
| 5    | 令和3年台風第2号   | Surigae | 2021年 | 120           |
| 5    | 令和2年台風第19号  | Goni    | 2020年 | 120           |
| 5    | 平成28年台風第14号 | Meranti | 2016年 | 120           |
| 5    | 平成3年台風第28号  | Yuri    | 1991年 | 120           |
| 5    | 平成2年台風第19号  | Flo     | 1990年 | 120           |
| 5    | 昭和61年台風第3号  | Lola    | 1986年 | 120           |
| 5    | 昭和60年台風第22号 | Dot     | 1985年 | 120           |
| 5    | 昭和59年台風第22号 | Vanessa | 1984年 | 120           |
| 5    | 昭和58年台風第5号  | Abby    | 1983年 | 120           |
| 5    | 昭和57年台風第21号 | Mac     | 1982年 | 120           |
| 5    | 昭和56年台風第22号 | Elsie   | 1981年 | 120           |
| 5    | 昭和55年台風第19号 | Wynne   | 1980年 | 120           |
| 5    | 昭和53年台風第26号 | Rita    | 1978年 | 120           |

## 発達の原因

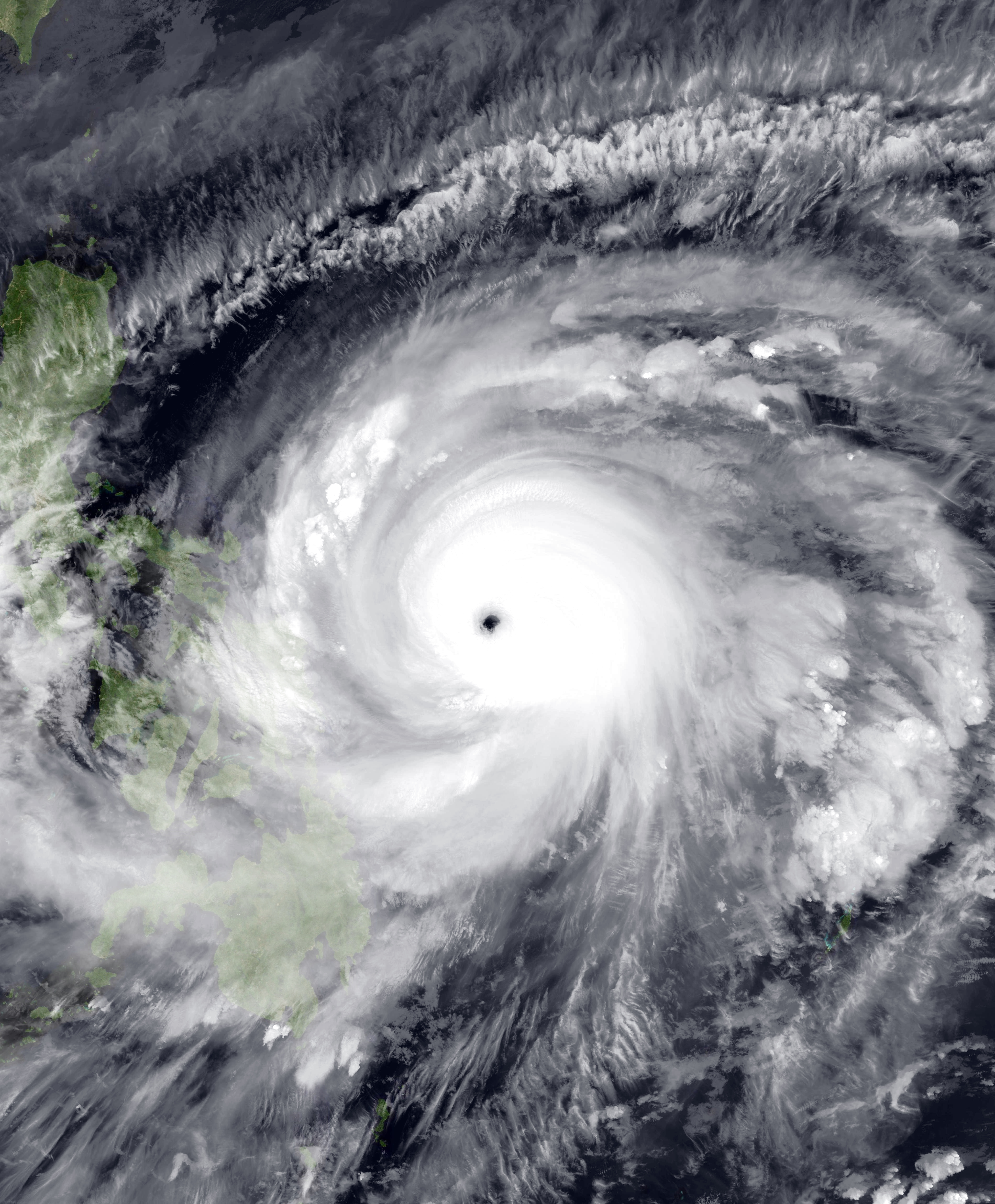
台風2号の衛星画像

台風2号は一時、4月としては異例の「中心気圧895hPa・最大風速60m/s（120kt）」という猛烈な勢力にまで発達した（気象庁の解析による）。 米軍合同台風警報センターによる解析では、 「中心気圧888hPa・最大風速 (1分平均) 85m/s」の「スーパー・タイフーン」に成長していたとされる。中心気圧が900hPaを下回るのは、2016年の台風14号（最低気圧890hPa）以来5年ぶりである。しかも、1年の中で4月という早い時期に900hPa未満となるのは統計史上初である。 すなわちこの台風は、1月〜4月に発達した台風としては観測史上最強、かつ初めて800hPa台に突入した台風となった。
台風2号が季節外れに猛烈な勢力に発達した原因としては、海水温が30度近くと高かったことや、 マッデン・ジュリアン振動などが挙げられるという。

## 被害
この台風により、ミクロネシアやパラオ、フィリピンなどに被害がもたらされた。台風により10人が死亡し、8人が行方不明となった。被害総額は、1,047万ドルと推定されている。